# Jan Matthieu Henri van Heemstra
Jan Matthieu Henri baron van Heemstra (Batavia, 10 maart 1916 – Purmerend, 17 oktober 1959) was een Nederlands politicus van de ARP.
Hij werd geboren in Nederlands-Indië als zoon van Schelto van Heemstra (1879-1960) en Mathilde Jacoba van Oosterzee (1888-1963); hij werd vernoemd naar de vader van zijn moeder, Jan Matthieu Henri van Oosterzee (1850-1917), directeur van de Handelsmij vh De Lange te Batavia. Zijn vader werkte bij de Koninklijke Paketvaart Maatschappij (KPM) en werd in 1925 benoemd tot commissaris van de koningin van Gelderland. Het gezin ging in Arnhem wonen en hijzelf ging later rechten studeren aan de Rijksuniversiteit Utrecht. Van Heemstra rondde in 1943 zijn studie af en hij ging werken bij het parket van het Openbaar Ministerie (OM) in Arnhem. Daarna was hij werkzaam bij het OM in Leeuwarden. Van Heemstra ging in 1948 naar terug naar Nederlands-Indië en nadat hij daar twee jaar auditeur-militair bij de krijgsraad was geweest vertrok hij weer naar Nederland. In 1953 volgde zijn benoeming tot chef van het kabinet van de burgemeester van Utrecht, jhr. mr. dr. Coen de Ranitz.
Met ingang van 1 september 1959 werd hij benoemd tot burgemeester van Ferwerderadeel. Anderhalve maand later overleed hij op 43-jarige leeftijd bij een verkeersongeval.